# هرم فاليكون

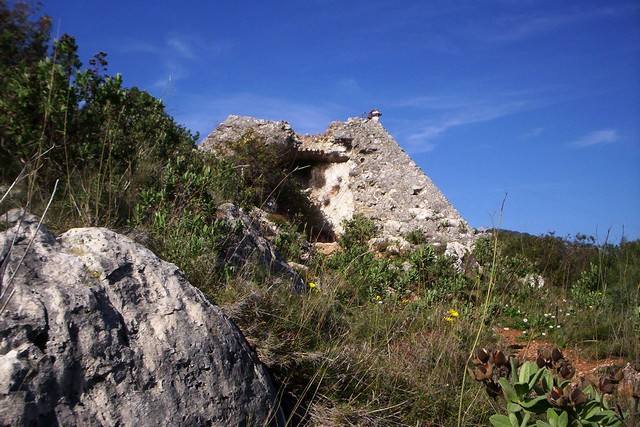
هرم فاليكون

هرم فاليكون هو نصب تذكاري يقع في موقع ريفي بالقرب من مدينة فاليكون، على الريفيرا الفرنسية، بالقرب من نيس.
تم تشييده فوق كهف كارستي يُعرف باسم «كهف الخفافيش» وهو أحد الأهرامات القليلة في أوروبا. يتكون الهرم من أحجار صغيرة غير منتظمة الشكل، ويمتلك زاوية ميل حادة إلى حد ما، وهو في حالة دمار جزئيًا. في حين أن معظم الجزء العلوي مفقود، فإن القسم السفلي محفوظ جيدًا بشكل معقول.معبد آتون الصغير
الغرض من الهرم وأصوله الدقيقة غير معروفة. على الرغم من أنه قد تم اقتراح أنه قد تم بناؤه من قبل الفيلق الروماني المشاركين في ممارسات العبادة المصرية، إلا أن الأبحاث الحديثة أشارت إلى أنه تم بناؤه بالفعل بين عامي 1803 و 1812، أي أثناء حكم نابليون بونابرت بعد الحملة الفرنسية على مصر 1798-1801.